# Cynara baetica
Cynara baetica es una planta de la familia de las asteráceas.

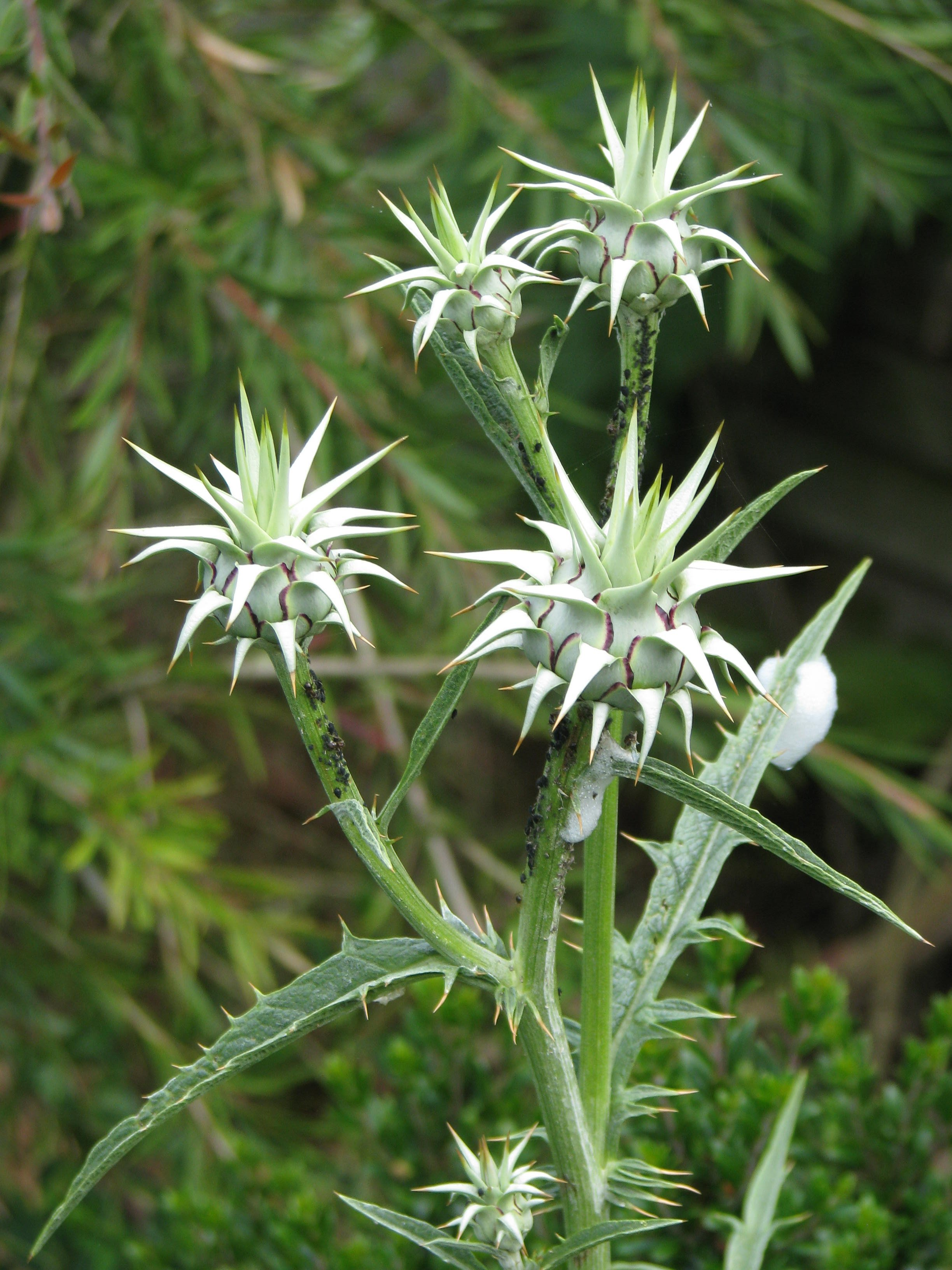
Detalle de la planta

## Descripción
Planta herbácea, perennifolia, espinosa, de hasta 80 cm. Las hojas inferiores pinnadas y las caulinares de pinnadas a lobadas; con el envés subglabro. Flores blancas.

## Distribución y hábitat
Endemismo andaluz. Protegida por ley en Andalucía.
En la Serranía de Ronda. Aparece en cardales, pastizales aclarados y bordes de caminos y carreteras. En arcillas, margocalizas y calizas. Entre 700-1.300 m s. n. m.

## Taxonomía
Cynara baetica fue descrita por Pau y publicado en Bol. Soc. Esp. Hist. Nat., 23: 245, 1923
Citología
Número de cromosomas de Cynara baetica (Fam. Compositae) y táxones infraespecíficos: 2n=34
Etimología
Cynara:nombre genérico que deriva del Griego χινάρα,-ας o χυνάρα,  "alcachofa", derivado de χυων-χυνός, cyon-cynos, "perro", por las brácteas involucrales que, por su forma, se asemejan a los dientes de dicho animal. Pasó al Latín como cinara y se usaba también para designar al cardo.
baetica: epíteto geográfico latino que significa que se encuentra en «la Bética». 
Sinonimia
- Cirsium baeticum Spreng.
- Cynara alba Boiss. ex DC.
- Cynara hystrix Ball
- Cynara lamyroides Webb[6]